# 金牌奥运会
《金牌奥运会》，是一款以奥林匹克为主题的体育类游戏。由科乐美公司制作并首次于1983年在街机上发行。本游戏日本版本得到1984年夏季奥林匹克运动会的官方许可。

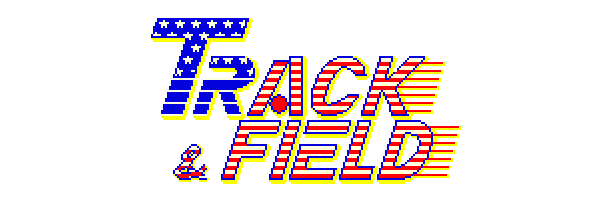
金牌奧運會英文標題

玩家控制着运动员进行以下六项体育项目。100米短跑、跳远、标枪、110米栏、链球和跳高。